# Molophilus (Molophilus) bifalcatus
Molophilus (Molophilus) bifalcatus is een tweevleugelige uit de familie steltmuggen (Limoniidae). De soort komt voor in het Australaziatisch gebied.